# Grinnell (Iowa)
Grinnell é uma cidade localizada no estado americano de Iowa, no Condado de Poweshiek.

## Demografia
Segundo o censo americano de 2000, a sua população era de 9105 habitantes.
Em 2006, foi estimada uma população de 9369, um aumento de 264 (2.9%).

## Geografia
De acordo com o United States Census Bureau tem uma área de
13,0 km², dos quais 12,9 km² cobertos por terra e 0,1 km² cobertos por água.

## Localidades na vizinhança
O diagrama seguinte representa as localidades num raio de 20 km ao redor de Grinnell.